# جک هیلمن
جک هیلمن (به انگلیسی: Jack Hillman) بازیکن فوتبال زادهٔ ۱ مه ۱۸۷۱ اهل انگلستان بود که سابقهٔ بازی در تیم ملی فوتبال انگلستان را در کارنامهٔ خود دارد. وی در تاریخ ۱۸ فوریه ۱۸۹۹ تنها بازی ملی خود را در مقابل تیم ملی فوتبال ایرلند انجام داد.